# 东山湖公园

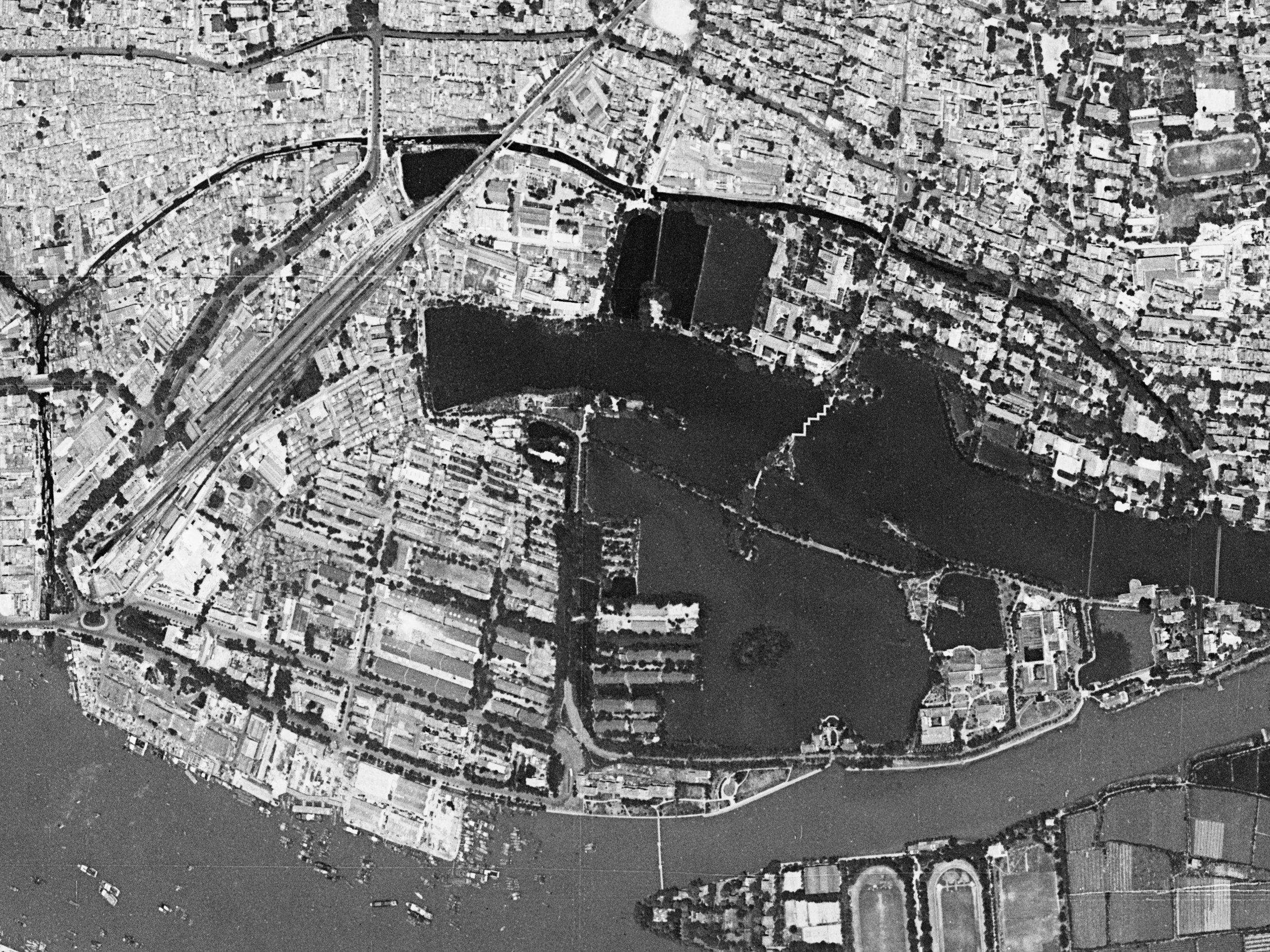
东山湖公园和大沙头站卫星图（1966年）

东山湖公园（俗称东湖公园）是中国广州市四大人工湖公園之一，位於海印大桥北引桥以东，东连珠岛宾馆，南临珠江，北接龟岗商业区。公园建于1958年，1959年5月1日向游客开放。陸地面积约12.2公顷，湖面面积20.914公顷。园内设有餐厅、茶座、舞厅、老人活動中心、溜冰場及多种游乐设施，逐渐成为集游览、文体、娱乐、休息为一体的综合性公园。“东湖春晓”在1963年被列为羊城八景之一。

## 主要景点
- 九曲桥
- 落虹桥
- 五拱桥
- 浪漫花島
- 康乐林
- 东湖广场（荟江湖）子母皇冠

## 公共交通
- 巴士：東湖路站
- 广州地铁6号线、10号线：東湖站
- 輪渡：大沙头码头